# Erlandus Paulinus
Erlandus Pauli Paulinus, född 1606, död 1663 i Markaryds socken, Kronobergs län, var en svensk präst.

## Biografi
Erlandus Paulinus föddes omkring 1606. Han var son till kyrkoherden Paulus Erici i Markaryds församling. Paulinus blev 1631 kaplan i Markaryds församling och 1634 kyrkoherde i församlingen. Han avled 1663 i Markaryds församling.

### Familj
Paulinus gifte sig första gången med Sara Broddesdotter. Paulinus gifte sig andra gången med Ingeborg Tidera. Hon var dotter till kyrkoherden Arvid Tiderus i Väckelsångs församling. Efter Paulinus död gifte Tidera om sig med kyrkoherden Carolus Bolhemius i Markaryds församling. Paulinus fick barnen Anna Paulina som var gift med kyrkoherdarna Johannes Dryander och Paulus Ekewald i Södra Ljunga församling, Påvel Paulinus, Jacob Paulinus, studenten Per Paulinus, Josef Paulinus, kyrkoherden  Brodde Paulinus (1655–1710) i Ivö församling, kyrkoherden Samuel Paulinus (död 1702) i Getinge församling och Sara Paulina som var gift med tullnären Mäns Stierna.